# Louis Hendrik Potgieter
Louis Hendrik Potgieter (4. april 1951 – 1994) var en sydafrikansk danser, bedst kendt som frontfigur for det tyske pop/disko band, Dschinghis Khan. I 1994 døde Potgieter af AIDS.
| Biografi | Spire Denne biografi er en spire som bør udbygges. Du er velkommen til at hjælpe Wikipedia ved at udvide den. |